# Rue Haxo
Rue Haxo je ulice v Paříži. Nachází se v 19. a 20. obvodu. Nese jméno Napoleonova generála Françoise Nicolase Benoîta Haxa (1774–1838).

## Poloha
Ulice vede od křižovatky s Rue du Surmelin a končí u boulevardu Sérurier. Ulice je orientována z jihu na sever. Směrem na sever pokračuje Boulevard d'Algérie a na jihu na ni navazuje Rue Étienne-Marey.

## Historie
V 18. století se v místech ulice nacházela alej parku zámku Ménilmontant.
Severní část ulice od rue de Belleville po bulvár Sérurier byla před připojením bývalé obce Belleville k Paříži v roce 1860 součástí departementové silnice č. 40 z Charonne do Pantinu.
Tuto silnici tvořily ulice rue de Vincennes mezi rue du Surmelin a rue de Romainville, rue de Pantin a rue du Pré-Saint-Gervais mezi rue de Romainville a bulvárem Sérurier v této bývalé obci. Současný název získala vyhláškou z 2. října 1865.
Za Pařížské komuny bylo v domě č. 85 dne 26. května 1871 zastřeleno popravčí četou komunardů padesát rukojmích.
Dne 30. ledna 1918 za první světové války byl při náletu německých letadel zasažen dům č. 118.

## Významné stavby a pamětihodnosti
- č. 81: kostel Notre-Dame-des-Otages, který upomíná na masakr v Rue Haxo